# Morimus funereus
Espèce
Statut de conservation UICN

 VU A1c : Vulnérable
Morimus funereus est une espèce d'insectes coléoptères de la famille des Cerambycidae.

## Taxonomie
Synonyme : Morimus asper funereus Mulsant, 1862. Pour certains auteurs, c'est une sous-espèce de Morimus asper, pourtant il ne semble pas former des hybrides naturels avec cette espèce dans les régions de contact.

## Description
Cette espèce aptère de longicornes ressemble à la rare et protégée Rosalie des Alpes, mais est plus large et n'a que deux paires de taches noires sur les élytres.

## Distribution
Europe du Sud et de l'Est : de l'Italie à la Grèce, à la Roumanie et à l'Ukraine.

## Biologie
Les adultes sont visibles de mai à juin, les larves creusent des galeries dans les vieux troncs de feuillus ou dans les souches (hêtres et chênes).